# Ein Quantum Trost (Computerspiel)
Ein Quantum Trost (Originaltitel: Quantum of Solace) ist ein Computerspiel, dessen Handlung auf dem gleichnamigen James-Bond-Film Ein Quantum Trost sowie dem Vorgänger Casino Royale basiert. Es war das erste James-Bond-Spiel von Activision, nachdem Electronic Arts die Rechte an dem Franchise abgegeben hatte. 2013 wurde das Spiel von der Steam-Plattform entfernt.

## Handlung
Die Handlung des Spiels folgt weitgehend dem Ablauf der beiden Filme Ein Quantum Trost und Casino Royale. Das Spiel beginnt, wo Casino Royale aufhört, mit der Verfolgung von Mr. White, den James Bond am Bein verwundet hat. Er muss seine Männer ausschalten und die Daten von Whites Organisation für den MI6 finden. An seinem Hubschrauberplatz kann 007 Mr. White in Gewahrsam nehmen. Das Intro zeigt die Verfolgungsjagd vermischt mit Introszenen des Films Ein Quantum Trost. Bond kann seinen Häschern in die italienische Stadt Siena, wo White verhört werden soll, in einem MI6-Unterschlupf entkommen. White flieht und Bond muss dem Attentäter, der seine Flucht ermöglichte durch die Kanalisation und die Dächer von Siena folgen. Bond erledigt den Attentäter und korrupten MI6-Agent in einer Kirche. Die Handlung wird in manchen Fällen durch das aus dem Film bekannte virtuelle Kontakt-Interface aus dem MI6-Hauptquartier weitergeleitet, so dass man Bond erst in den Bregenz-Szenen wieder steuert. Dort muss er hinter den Kulissen der Festspiele einen Platz finden, um den Chef der Organisation Quantum Dominic Greene und seine Mitglieder belauschen zu können. Der Agent wird jedoch entdeckt und muss sich mittels eines Scharfschützengewehrs den Weg freikämpfen. Es geht weiter nach Bolivien, wo der Ex-Diktator Medrano mit Hilfe von Greene die Macht wieder erlangen will. Mit Hilfe von Camille versucht 007 per Flugzeug Greenes Projekt in der Wüste zu finden und stürzt ab. In den Katakomben im Wüstengebiet beginnt ein Feuergefecht mit den Quantum-Söldnern. Danach erzählt Bond Camille von Vesper und die Handlung schaltet auf Casino Royale um.

### Casino Royale – Eine Rückblende
James Bond verfolgt den Attentäter Mollaka auf Madagaskar und tötet diesen in der Botschaft. Seine Spur führt ihn zu Dimitrios auf den Bahamas, der in Miami im Auftrag von Le Chiffre einen neuen Attentäter anwerben soll. James Bond infiltriert dafür ein Bürohaus durch den Hintereingang und kann Dimitrios nach langen Gefechten mit seinen Männern erledigen. Den neuen Attentäter kann er erst auf dem Flughafen Miami daran hindern einen neuen Flugzeug-Prototyp zu sprengen. Da Le Chiffre das Geld seiner Gläubiger dafür aufs Spiel gesetzt hat, will er sich dies durch ein Pokerspiel im Casino Royale in Montenegro zurückholen. Bond wird eingeschleust, aber von Le Chiffre enttarnt und vergiftet. Im vergifteten Zustand muss man James Bond zum Aston Martin steuern, bevor dieser stirbt. Als Vesper – Bonds Begleitung – von Le Chiffre gekidnappt wird, verfolgt 007 sie zu einer Halle, in der er gefangen genommen und von Le Chiffre gefoltert wird. Mr. White erscheint und tötet Le Chiffre. Bond erwacht in einem Sanatorium. Er beschließt, mit Vesper durchzubrennen. In Venedig jedoch hat Vesper eine Verabredung mit Quantum-Mitarbeiter Gettler in einem baufälligen Haus. Da Bond ihr gefolgt ist, kommt es dort zum Finale zwischen Gettler und seinen Männern. Das Haus jedoch versinkt im Wasser und die gefangene Vesper ertrinkt in einem Stahlkäfig. Hier schaltet die Handlung wieder um auf Ein Quantum Trost.

### Das Ende in der Wüste
Bond und Camille haben das Wüstenhotel von Medrano entdeckt. Der Agent liefert sich einen Endkampf mit dem sich dort befindenden Dominic Greene und den Männern des Diktators. Da das Hotel in Flammen steht, muss Bond eine Route durch Zimmer und Durchbrüche der Explosionen finden, um Medrano zu töten oder Camille zu retten. Am Ende bekommt M die Information, dass Greene in der Wüste tot aufgefunden wurde.

## Gameplay

### Multiplayer
Während Windows, PlayStation 3 und Xbox 360 bis zu 12 Spieler unterstützen, wurde die Wii-Version nur für vier Spieler online sowie offline programmiert.

### Microsoft Windows, PlayStation 3 und Xbox 360
- Bond Versus: Als James Bond spielt man gegen Quantum Spieler und muss entweder zwei von drei Bomben entschärfen oder alle Gegner töten. Bond hat zwei Leben und kann die Bewegungen seiner Feinde verfolgen.
- Team Conflict: MI6-Spieler gegen Quantum-Spieler.
- Golden Gun: Es müssen durch Töten der Gegner 100 Punkte erreicht werden. Ein Abschuss – ein Punkt. Der Besitz des Goldenen Coltes erhöht den Treffer auf 6 Punkte.
- Bond Evasion: MI6 gegen Quantum. Bond agiert hier als Chef der MI6-Gruppe und muss den Fluchtausgang finden oder alle Quantum-Gegner erledigen. Quantum gewinnt wenn Bond stirbt oder nicht rechtzeitig den Ausgang findet.
- Territory Control: Die Seite, die einen Kontrollpunkt lange genug hält, erhält Punkte.

### Wii
- Conflict: Die meisten Abschüsse in einem Zeitlimit.
- Rush: Es müssen Missionen in einem Zeitlimit erfüllt werden.
- Team Conflict: MI6 gegen Quantum – Es gilt die meisten Abschüsse für sein Team zu bekommen.
- Team Rush: Ähnlich wie Rush nur im Team.

## Technik
Das Spiel wurde auf der Engine von Call of Duty 2 aufgebaut, das auch von der Firma Treyarch entwickelt wurde. Eine Neuerung ist der Umschaltmodus beim Schusswechsel und Verschanzen hinter Hindernissen. Dabei wird die Egoperspektive verlassen und in eine Drittpersonenansicht umgeschaltet. Die Wii-Variante wurde nur von Beenox entwickelt.

### Versionsunterschiede
- PC, PS3, Xbox 360, Wii: Egoperspektive im Stil von Call of Duty.
- Nintendo DS: Ähnelt im Gameplay dem Spiel The Legend of Zelda: Phantom Hourglass.
- PlayStation 2: Im Stil des Spiels 007: Alles oder Nichts in der Drittpersonenansicht.

### Windows Live
Ein Quantum Trost für Windows und Xbox 360 wurde mit der Windows-Live-Technik ausgestattet. Nach dem Installieren muss der Spieler einen Account im Windows-Live-Netzwerk erstellen (kostenlos). Alle Spielfortschritte werden dort gespeichert und man kann den Mehrspieler-Modus nur darüber spielen.

## Musik
Die Musik zum Spiel wurde von Christopher Lennertz komponiert. Den Titelsong When Nobody Loves You schrieb Richard Fortus und interpretierte ihn mit Sängerin Kerli.

## Besonderheiten
Auf der PC-, PS3- und Xbox-360-Version werden nach Abschließen einer Mission frei begehbare MI6-Räume mit den jeweiligen Fahrzeugen, Spielfiguren, Gimmicks und Waffen (die einem Museum gleichen) des Levels freigeschaltet.

## Rezeption
Ein Quantum Trost hat international gemischte Bewertungen erhalten. Die Rezensionsdatenbank Metacritic aggregiert beispielsweise für die PC-Version 18 Rezensionen zu einem Gesamtwert von 70.

„Das Spiel wie der Agent: Schnörkellos, geradlinig, actionreich, gut aussehend – aber mit Macken.“